# Otto Urstadt
Kaspar Otto Urstadt (* 30. August 1868 in Alsfeld; † 2. Juli 1945 in Gießen) war ein liberaler hessischer Politiker (Fortschritt, DDP) und ehemaliger Bildungsstaatsminister, Abgeordneter der 2. Kammer der Landstände des Großherzogtums Hessen und des Landtags des Volksstaates Hessen in der Weimarer Republik.

## Leben
Otto Urstadt war der Sohn des Bierbrauers Ernst Urbach und dessen Frau Katharine, geborene Steuernagel. Er war evangelisch und mit seiner Frau Marie, geborene Diehm verheiratet.
Otto Urstadt studierte Philosophie in Gießen und Berlin und besuchte das Lehrerseminar in Friedberg. Ab 1899 arbeitete er als Lehrer am Gymnasium in Gießen.

## Politik
Otto Urstadt war Mitglied der Fortschrittlichen Volkspartei und wurde für diese 1911 in die Stadtverordnetenversammlung in Gießen und (für den Wahlkreis Oberhessen 16 / Gießen II) in den hessischen Landtag gewählt. Nach der Novemberrevolution wurde er (nun für die Deutsche Demokratische Partei) von 1919 bis zum 20. September 1927 erneut in den Landtag gewählt. Seine Nachfolgerin im Landtag wurde Karoline Balser.
1919 wurde er im Kabinett Ulrich I Minister für Bildungswesen (der offizielle Titel lautete: Direktor der Ministerialabteilung für das Bildungswesen). Am 21. Februar 1919 übergab er diese Funktion an Reinhard Strecker und wurde wieder Oberlehrer in Gießen. Am 1. Oktober 1921 wurde er jedoch wieder in die hessische Landesregierung als Bildungsminister berufen. Ab dem 1. April 1922 übernahm Carl Ulrich selbst das Bildungsressort und Otto Urstadt wurde bis zu seiner Pensionierung 1932 Ministerialdirektor des hessischen Landesamtes für das Bildungswesen.